# Historia Francorum

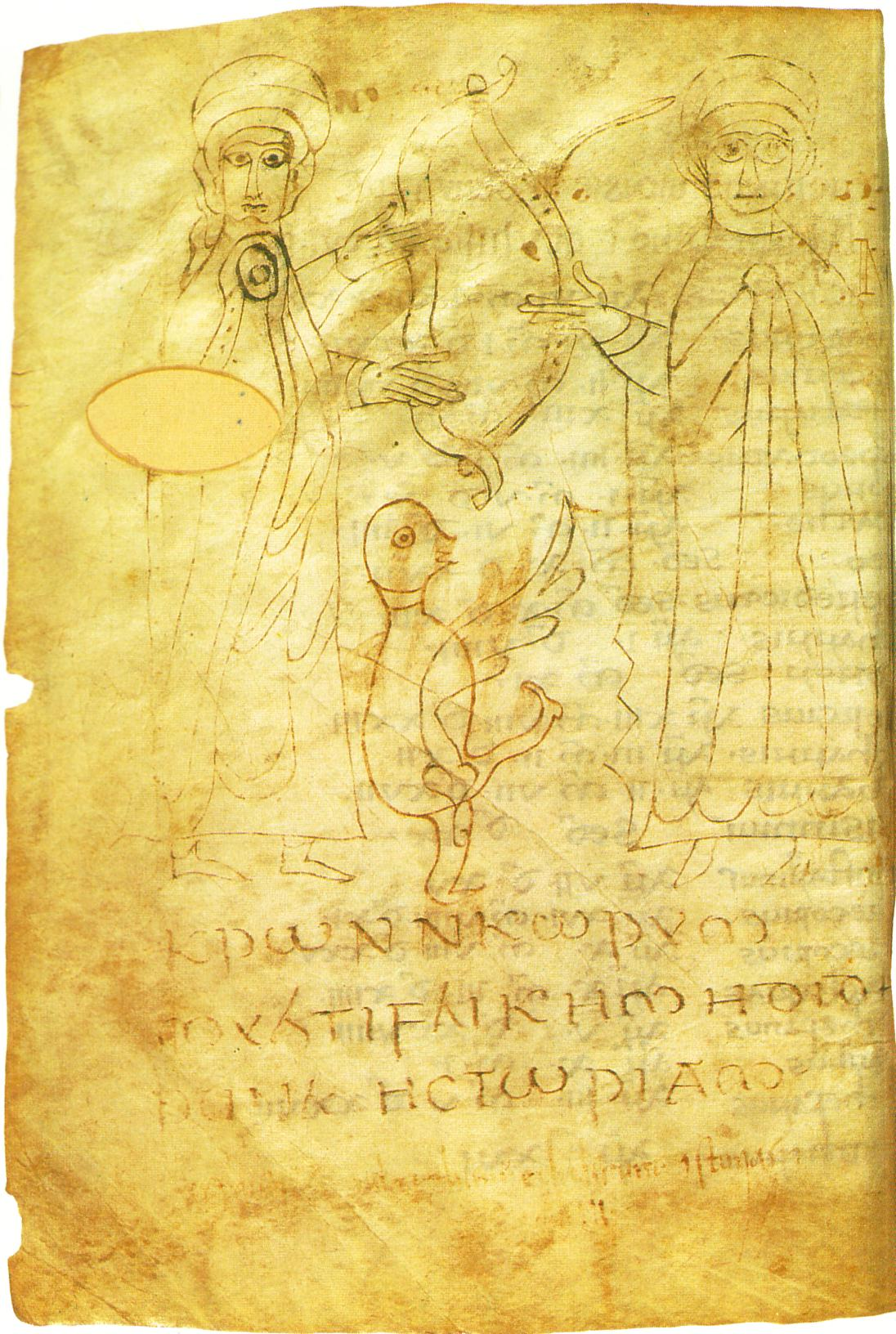
Strana z Fredegarovy kroniky se zobrazením dvou postav (Francouzská národní knihovna, Paříž)

Historia Francorum či též Fredegarova kronika je franská kronika sepsaná v 7. století v Burgundsku. Je napsána latinsky, ale jazyk je výrazně ovlivněn lidovým jazykem obyvatel Galie.

## Vznik
Ačkoliv je zřejmé, že dílo vznikalo postupně a autorů bylo více, je známé pod názvem odvozeným z titulu Kronika tak řečeného Fredegara Scholastika, knihy IV, pod kterým ji ke sklonku 16. století vydali humanisté Joseph Justus Scaliger a Marquard Freher. Ani přesný tvar jména údajného autora, mnicha Fredegara, není znám. Někdy je uváděn jako Fredegard nebo Fredegart.
Kronika se skládá ze čtyř knih, počíná se rokem 583 a její pokračovatelé ji dovedli až k roku 768. Dochovalo se několik rukopisů, jeden z nich je uložen v rakouské národní knihovně ve Vídni. Fredegarovu kroniku vydal v roce 1888 Bruno Krusch v edici Monumenta Germaniae Historica, Scriptores rerum Merovingiarum II, český překlad vyšel např. v práci Václava Husy Naše národní minulost v dokumentech, Praha, 1954.

## Význam
Patří k předním historickým dílům období Franské říše před karolínskou renesancí, vedle starší desetidílné Historia Francorum Řehoře z Tours a mladší Liber Historiae Francorum.
Historia Francorum je nejstarším věrohodným zdrojem informací o Slovanech na území střední Evropy a jediným původním pramenem o Sámově říši. Těchto informací je celkově velmi málo a také zmínky v tomto díle mají velmi omezený rozsah: v kapitole XLVIII. se píše o tom, jak franský kupec Sámo přišel ke Slovanům a stal se jejich vládcem. V kapitole LXVIII. se píše, jak došlo k bojům Slovanů proti Franské říši a k porážce Franků u pevnosti Wogastisburgu. V kapitole LXXV. se uvádí, že Slované na Sámův příkaz pustošili Franskou říši.